# Otomys anchietae
Otomys anchietae är en däggdjursart som beskrevs av Bocage 1882. Otomys anchietae ingår i släktet egentliga öronråttor och familjen råttdjur. IUCN kategoriserar arten globalt som livskraftig. Inga underarter finns listade i Catalogue of Life.
Artepitet i det vetenskapliga namnet hedrar den portugisiska naturforskaren José Alberto de Oliveira Anchieta.
Arten når en kroppslängd (huvud och bål) av 19,7 till 21,7 cm och en svanslängd av 8,7 till 12,7 cm. Bakfötterna är 3,6 till 4,1 cm långa. Viktuppgifter saknas. Liksom andra släktmedlemmar har djuret en robust kropp. Den rufsiga pälsen har på ovansidan en svart färg med inslag av rött och brunt. På undersidan förekommer kanelbrun päls. Svansens ovansida är lite mörkare än undersidan och den är täckt med glest fördelade hår. Antalet spenar hos honor är två par. Otomys anchietae har i överkäkens framtänder en djup fåra och en otydlig fåra. I underkäkens framtänder finns bara en fåra.
Denna gnagare förekommer i centrala Angola. Den lever i låglandet och i bergstrakter upp till 2000 meter över havet. Habitatet utgörs av gräsmarker med skogar i närheten.
Individerna vistas på marken och de är aktiva på dagen. I augusti registrerades honor med aktiva spenar.